# Nethra Tilakumara
Nethra Tilakumara (bürgerlich Neethra Rita Tilakumara; * 14. Juni 1999 in Westminster) ist eine britische Schauspielerin.

## Leben und Karriere
Tilakumara wurde am 14. Juni 1999 in Westminster geboren. Ihre Schauspielausbildung absolvierte sie an der Emil Dale Academy und später an der Sylvia Young Theatre School.
Ihr Debüt gab sie 2011 in dem Film Horrid Henry: The Movie. Anschließend trat sie 2018 in der BBC-Serie Eine Frau an der Front auf. Von 2019 bis 2021 spielte sie Yasmin in Flatmates. Außerdem spielte Tilakumara in So Awkward mit. 2024 verkörperte sie Naisha Jadu in der Serie Tell Me Everything.
Tilakumara war von April 2019 bis zu dessen plötzlichem Tod im September 2020 mit dem Schauspieler Archie Lyndhurst liiert.

## Filmografie
Filme
- 2011: Horrid Henry: The Movie

Serien
- 2018: Eine Frau an der Front (Our Girl)
- 2019–2020: Flatmates
- 2019–2020: So Awkward
- 2024: Tell Me Everything